# 舘山寺

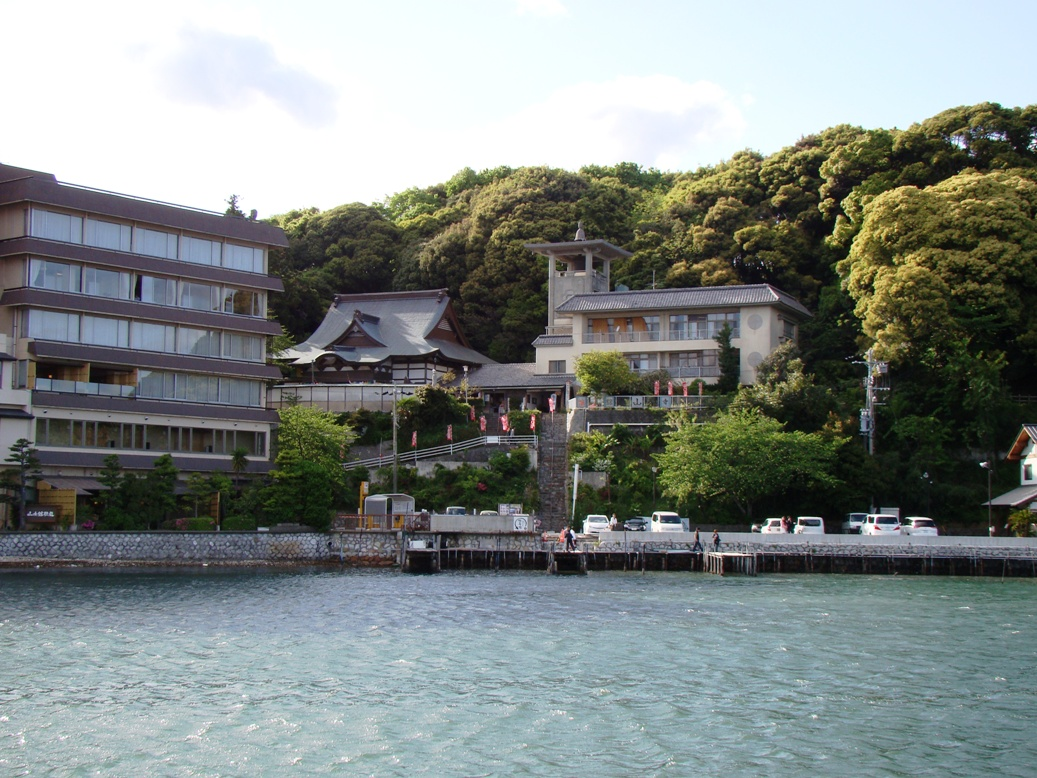
曹洞宗舘山寺と舘山寺温泉街

舘山寺（かんざんじ）は静岡県浜松市中央区にある曹洞宗の寺院及びその周辺の地名。

## 舘山寺

### 概要
810年に空海（弘法大師）によって創建されたと伝えられる古刹で、秋葉山秋葉寺の末寺。愛宕神社を併設する。
本尊は虚空蔵菩薩、鎮守として秋葉三尺坊大権現を祀る。毎年12月15日に火祭りが行われ、読経の後に火渡りを行う。一般参列者も火渡りに参加できる。一休宗純への母からの手紙を所蔵している。

### 沿革
- 810年（弘仁元年） - 空海によって真言宗の寺院として創建[1]。
- 1187年（文治3年） - 兵火により焼失、その後源頼朝が諸堂を再建[1]。
- 1384年（元中元年） - 兵火により再度焼失[1]。
- 1362年（貞治元年） - 藤原基秀（のち大沢氏）が堀江城（現在の浜名湖パルパル、ホテル九重付近）の城主として赴任、以降城主の祈願寺として庇護される[1]。
- 1598年（慶長3年） - 徳川家康より御朱印判物を賜る[1]。
- 1870年（明治3年） - 明治政府の神仏分離令（廃仏棄釈）により廃寺となる[1]。
- 1890年（明治23年） - 秋葉山秋葉寺の住職牧泰禅を招請し、秋葉寺の出張所を持ってくる名目で再興。その際に秋葉三尺坊大権現を祀ることになり、曹洞宗に改宗し山号も「中嶺山」から「秋葉山」に改めた[1]。

### 舘山
門前の温泉街を突き当たりまで進み階段を上がったところに舘山寺と愛宕神社の本堂・社殿があり、その背後には浜名湖に面して舘山（たてやま
）という低山を抱え遊歩道が整備されている。この山の中に種々の見所が点在する。
- 穴大師[2][8]
- 縁結地蔵尊[2][8]
- 聖観音菩薩（舘山寺大観音）[2][8]
- 西行岩[8]
- とさか岩[8]
- 富士見岩[8]
- 展望台[8]

### アクセス
- 東名高速道路浜松西インターチェンジより車で15分[10]、または舘山寺スマートインターチェンジを利用するとより近い。
- 東海道新幹線浜松駅より遠鉄バスで約45分、「舘山寺温泉」バス停下車徒歩5分[10]。

### ギャラリー

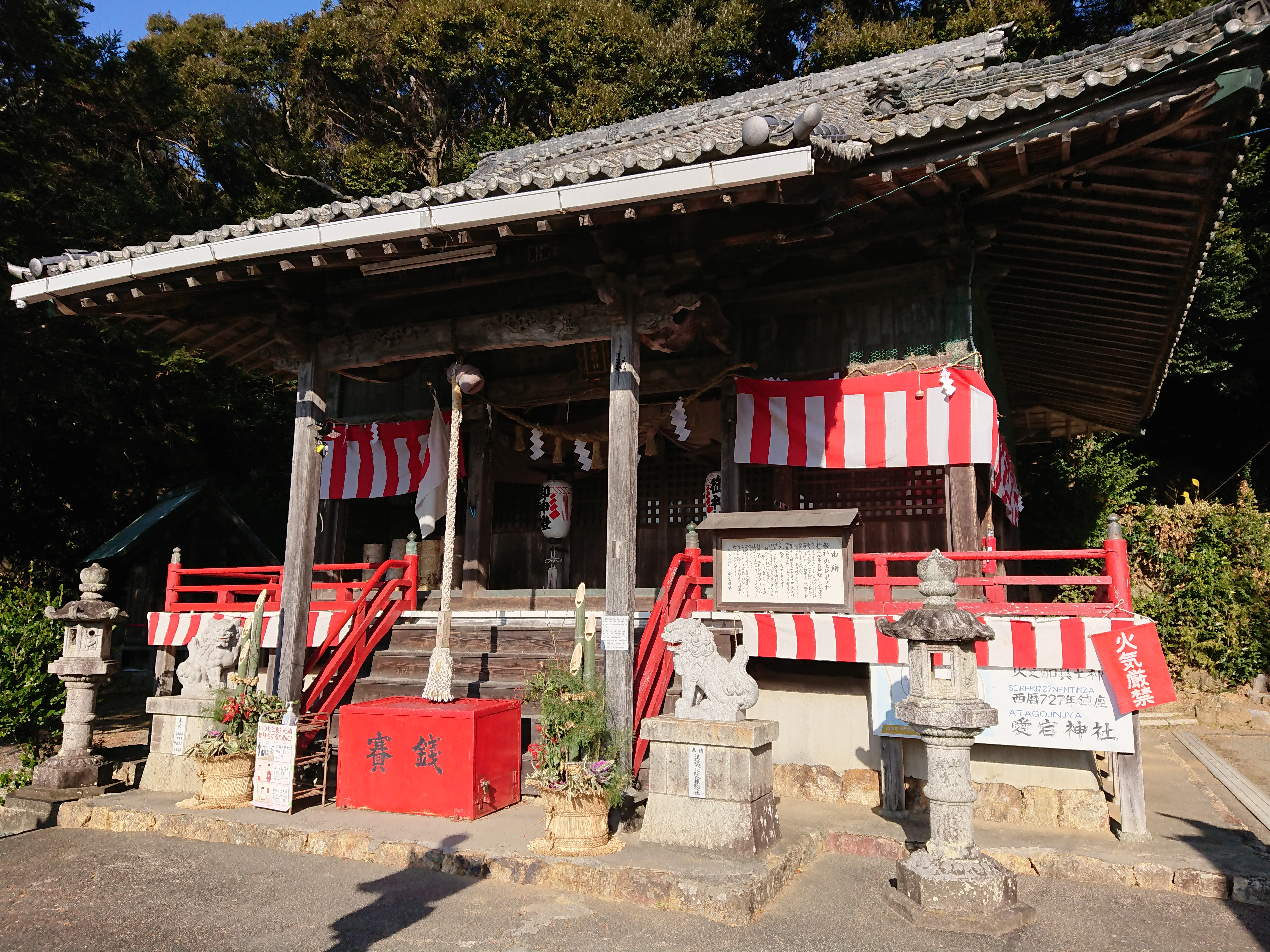
併設の愛宕神社
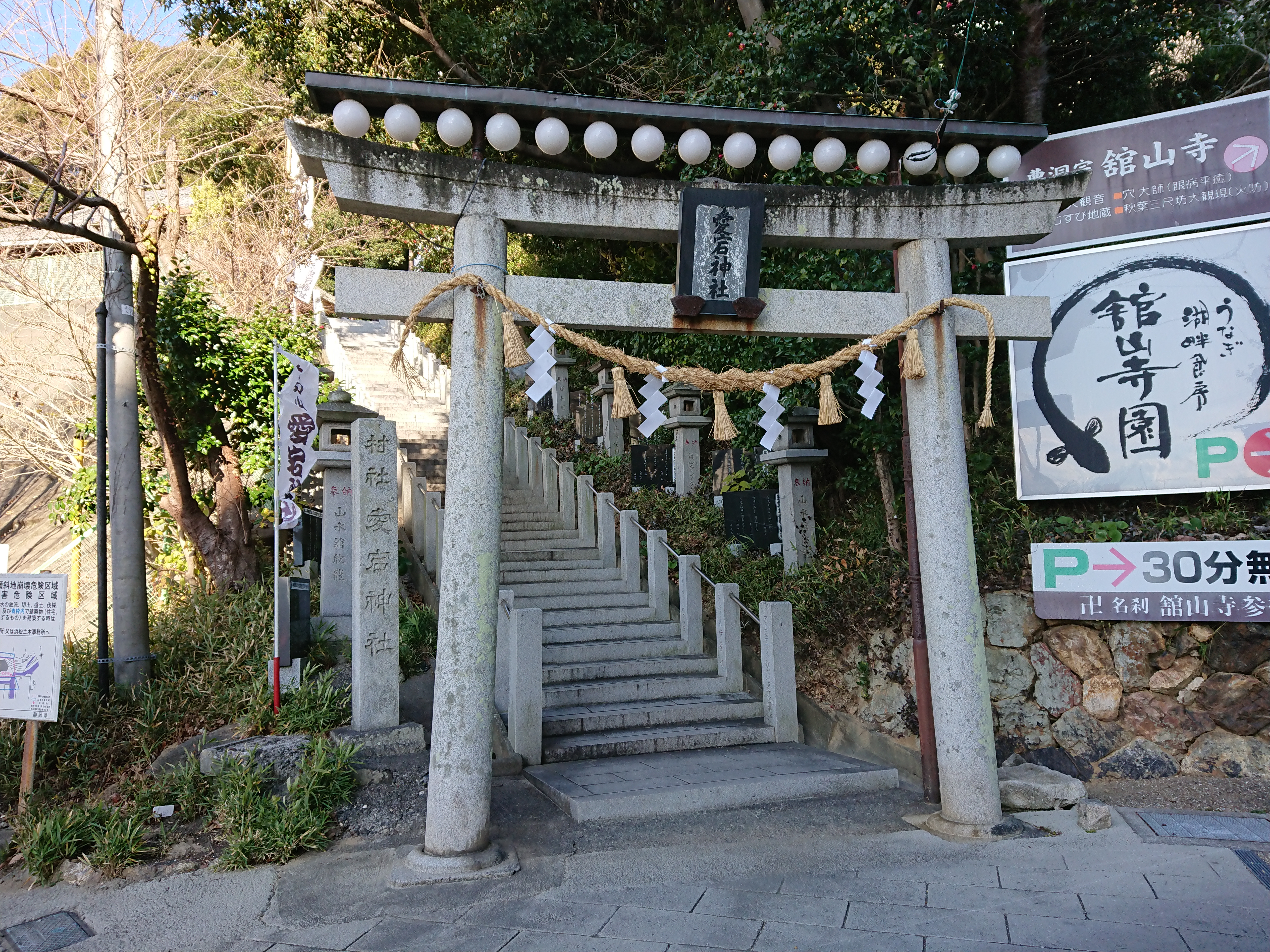
愛宕神社の鳥居。温泉街からまっすぐ突き当たった場所で、舘山寺の参道となる階段はこの右側。
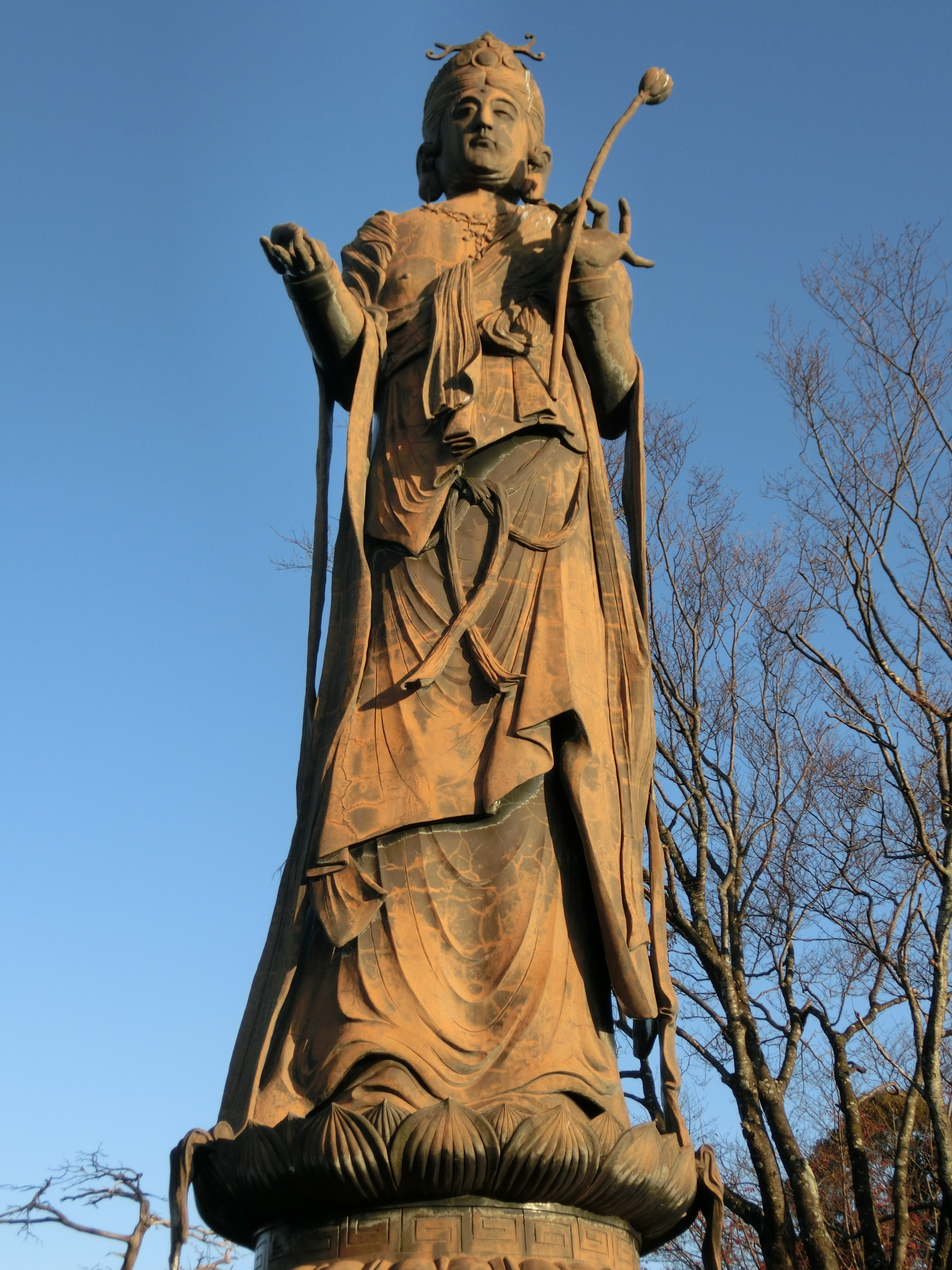
聖観音菩薩（1937年建[8]、一部のメディアでは顔が安倍晋三総理大臣に似ていると報道された[11]）

## 備考

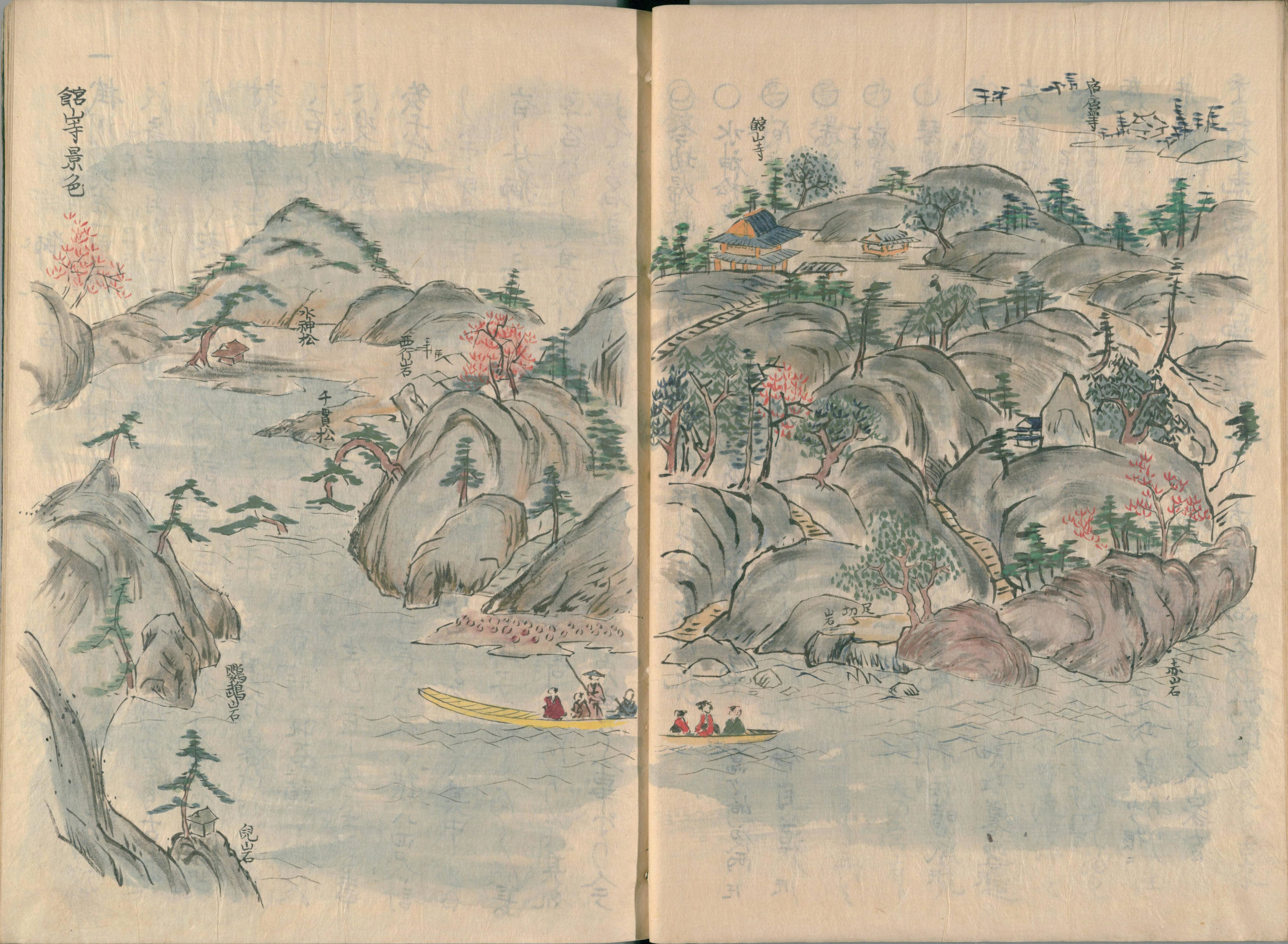
「館山寺」と表記している江戸時代の文献の例（「館山寺景色」藤長庚編集『遠江古蹟図会』1803年。国立国会図書館蔵）

漢字で表記する際には、俗字である「舘」を用いて「舘山寺町」と表記することになっている。しかし、「舘」の正字である「館󠄁」や、その新字体である「館」を用いた誤記も散見される。東名高速道路の浜松西インターチェンジや舘山寺バスストップの標識で、実際に「館山寺」と表示されていたことがある。